# 須藤徹
須藤 徹（すどう とおる、1946年10月1日 - 2013年6月29日）は、日本の俳人、文芸評論家。多田裕計、小川双々子の門下生。俳句を中心とした文芸誌「ぶるうまりん」の代表（編集・発行人）を務めた。「豈」同人。

## 経歴
東京都杉並区生まれ。神奈川県立平塚江南高等学校卒業後、上智大学文学部ドイツ哲学科へ進学した。在学中同大学の文芸誌「紀尾井文学」の編集に従事、小説・評論等を発表。開高健選の「ソフィア祭賞」の「小説」部門に応募、最終4作に残った（入選作なし）。
「上智大学新聞」（1967年10月30日号）に掲載された、開高健の選評「精錬された一語一句」において、当該作品「出発できない朝」につき、懇切な批評を受ける。卒業論文は「ハイデッガーとヘルダーリン」。上智大学卒業後、株式会社学習研究社(2009年10月1日、株式会社学研ホールディングスに社名変更）に入社し、2006年（平成18年）9月末日、同社を満期定年退職。在職中は子どももの（学習書中心）から、大人もの（昭和史等）までの仕事を行う編集部門に長く在籍。日本国内及び外国の取材・編集活動を多数行った。
社外経歴としては、第9回「地表」賞、第52回「現代俳句協会賞」を受賞。現代俳句協会の青年部長を3期9年（2000年〜2009年）務め、責任者として多くのシンポジウムを企画立案、全国で実施した。一般社団法人日本ペンクラブ会員、公益社団法人日本文藝家協会会員、現代俳句協会会員（参与）。
2013年6月29日、食道がんのために死去。66歳没。

## 委嘱委員等
（在任中のものを中心に、就任順に記載）

### 文芸
- 現代俳句評論賞選考委員（現代俳句協会/2006年- ）
- 俳文コンテスト選考委員〔日本語部門〕（俳文コンテスト実行委員会/2009年- ）＊第3回（2011年開催）より、日本語部門の選考委員長
- 「草枕」国際俳句大会選者〔一般部門〕（「草枕」国際俳句大会実行委員会、熊本市/2009年- ）
- 原爆忌東京俳句大会選者（原爆忌東京俳句大会実行委員会/2011年- ）

### 行政
- 大磯町行政改革推進委員会委員（大磯町/2009年-2011年）

## 著作物

### 単著
- 句集『宙の家』（書肆季節社/1985年）※ 特装本別
- 句集『幻奏録』（邑書林/1995年）　ISBN 4-89709-143-8
- 句集『荒野抄』（鳥影社/2005年）　ISBN 4-88629-941-5
- 評論集『俳句という劇場』（深夜叢書社/1998年）　ISBN 4-88032-225-3

### 共編著等
- 『現代俳句と私性』（現代俳句協会/1993年）
- 『現代俳句と読み』（現代俳句協会/1994年）
- 『現代俳句と21世紀』（現代俳句協会/1995年）
- 『21世紀俳句ガイダンス』（現代俳句協会/1997年）　ISBN 4-89709-219-1　※ 監修及び編集人
- 『現代俳句歳時記』（学習研究社・現代俳句協会/2004年/全5冊）　ISBN 4-05-402335-5 他　※ 改訂委員
- 『日英対訳─21世紀俳句の時空』（永田書房・現代俳句協会/2008年）　ISBN 978-4-8161-0712-2　※ 編集委員
- 『21世紀俳句パースペクティブ─現代俳句の領域』（現代俳句協会・日本エディタースクール出版部/2010年）　ISBN 978-4-88888-936-0　※ 編集人

### 共著
- 『現代俳句パノラマ』（立風書房/1994年）　ISBN 4-651-60057-3
- 『現代俳句ハンドブック』（雄山閣/1995年）　ISBN 4-639-01306-X
- 『西東三鬼の世界』（東京四季出版/1997年）
- 『芭蕉解体新書』（雄山閣/1997年）　＊series俳句世界別冊　ISBN 4-639-01430-9
- 『俳句・イン・ドローイング』（ふらんす堂/1998年）
- 『現代俳句100人20句』（邑書林/2001年）　ISBN 4-89709-368-6
- 『岡井省二の世界』（北宋社/2001年）　ISBN 4-89463-043-5
- 『俳句夢一夜』（文學の森/2008年）　ISBN 978-4-86173-672-8

### 編集協力・執筆等
- 『季語早引き辞典』（学習研究社/2000年）　ISBN 4-05-300801-8　※ 編集協力
- 『現代俳句大事典』（三省堂/2005年）　ISBN 4-385-15421-X　※ 執筆
- 『読本・俳句歳時記』（産調出版/2008年）　ISBN 4-88282-682-8　※例句選者

## 主な連載
- 「新鮮な俳句を見る」（『れもん』/1976年〜1977年）
- 「わが俳句詩観─俳句から最も遠い場所」（『地表』/1990年）
- 「彩時記」（学習研究社『四季の写真』/1994年〜1996年）
- 「俳句時評」（「図書新聞」/1996年）
- 「俳句時評」（「週刊読書人]」/1998年〜1999年）
- 「ハイデガー『存在と時間』全83節を読む」（ブログ「須藤徹の渚のことば」/2012年〜）

## 主な評論・エッセイ・創作
（『俳句という劇場』（深夜叢書社刊/1998年）に掲載されている評論は除いてある）
- 「詩編『剥落』」(上智大学『紀尾井文学』/1969年）＊第27号
- 「小説『マヌカン』」(上智大学『紀尾井文学』/1969年）＊第27号
- 「文学者の内面的エネルギー」(上智大学『紀尾井文学』/1971年）＊第29号
- 「八木義徳『風祭』に流れる通奏低音」(『れもん』/1976年）
- 「ジャズの殉教者バードの光と影」(『ジャズ批評』/1982年）
- 「ジャズと俳句」(『ジャズ批評』/1982年）
- 「輻輳する視覚構造─小川双々子『囁囁記』論」(『地表』/1983年）
- 「蝋燭をもって河を歩く─小川双々子『時折、水のない河がひかり』論」(『地表』/1984年）
- 「菜の花が一本─折笠美秋句集『君なら蝶に』の位相」(『地表』/1987年）
- 「記憶の物質化─『アスベスト館通信』第6号の鼎談＜ことば・からだ＞から」(『地表』/1987年）
- 「自意識の微粒子─澁谷道句集『紫薇』をめぐって」(『地表』/1987年）
- 「我存らざりけり─橋閒石『橋閒石俳句選集』を読んで」(『地表』/1987年）
- 「転ずる心─廣末保『可能性としての芭蕉』論」(『地表』/1988年）
- 「ストーカーの側で─浅井一邦句集『火宙歌』」論（『地表』/1989年）
- 「追憶売ります─三橋鷹女『三橋鷹女全集』の辺で」(『地表』/1989年）
- 「安井浩司の俳句と文体」(弘栄堂書店『俳句空間』/1990年）
- 「＜生＞にいたる病─エゴン・シーレと大野一雄を中心に」(『地表』/1991年）
- 「遥かなる定型─『現代詩手帖＜短詩型のゆくえ＞』論」(『地表』/1992年）
- 「＜俳諧＞がめざすもの─安東次男句集『花筧』のこと」(『地表』/1992年）
- 「全体の俳人へ─宇多喜代子『夏月集』・『宇多喜代子句集』を読んで」(『地表』/1992年）
- 「21世紀の俳句はどうなるか」（「毎日新聞」/1994年）
- 「『俳句と近代』という観点から─仁平勝『俳句が文学になるとき』論」（「週刊読書人」/1996年）
- 「俳句のことばと等価性」（「ミルノミナ」/1997年）
- 「黄昏の揚雲雀─三橋敏雄句集『しだらでん』のある読み方」（「地表」/1997年）
- 「21世紀の自然と俳句」（「毎日新聞」/1998年）
- 「多様化する世紀末」（「週刊読書人」/1998年）
- 「闘争する語彙」（雄山閣出版『series俳句世界＜時代と新表現＞』/1998年） ISBN 4-639-01508-9
- 「始原への旅─阿部完市句集『にもつは絵馬』論（『邑書林句集文庫』解説/1998年） ISBN 4-89709-284-1
- 「夢見られる『場所』─小川双々子句集『囁囁記』論」（『邑書林句集文庫』解説/1998年） ISBN 4-89709-265-5
- 「現代俳句とフィラメント─俳句およびハイクにおける『自然』の役割について」（『口語俳句年鑑'98』/1998年）
- 「深紅に眠れ─折笠美秋の現代俳句協会賞作品小論」（『現代俳句四賞集成』/1999年）
- 「蝶と十字架─高屋窓秋の蝶の俳句作品について」」（『未定』/2000年）
- 「斬新で柔軟な世界を構築─阿部完市論」（「秋田魁新報」/2000年）
- 「深い精神の慰藉へ─平畑静塔論>」（角川学芸出版『俳句』/2000年）
- 「夢の中の電流─摂津幸彦『俳句幻景』論」（「週刊読書人」/2000年）
- 「21世紀俳句の領域と視座─俳句は時代とどうかかわってゆくのか」（「毎日新聞」/2000年）
- 「俳句の固有性をめぐって─現代俳句シンポジウムから」（「毎日新聞」/2001年）
- 「座の襞へ─交響する装置としての座」（『雷魚』/2001年）
- 「俳壇とハイク・コミュニティ」（「毎日新聞」/2002年）
- 「永田耕衣と永遠─俳句の『存在論的方法』について」（『豈』/2002年）
- 「コスモスへの漂流─夏石番矢全句集『越境紀行』論」（『俳句研究』/2002年）
- 「繊細な生の相貌へ─脱構築としての俳句・川柳」（『現代俳句』/2002年）
- 「存在の裂け目に漂う星月の影─西川徹郎の世界『星月の惨劇』論」（「週刊読書人」2002年）
- 「従来の俳句観を超克する─夏石番矢著『世界俳句入門』論」（「週刊読書人』/2003年）
- 「富沢赤黄男のアイデンティティー『一字空白技法』から読み取れるもの」（『未定』/2003年）
- 「現代俳句のパソロジー─戦後俳句の病理」（『豈』/2004年）
- 「俳句の地平と戦略」（「毎日新聞」/2004年）
- 「俳句の時間性を考える」（『現代俳句』/2004年）
- 「明晰な歪曲─竹中宏句集『アナモルフォーズ』論」（「翔臨」/2004年）
- 「永遠の母として─母の名句」（角川学芸出版『俳句』/2004年）
- 「新風を待つ状況」（「週刊読書人」/2004年）  ＊年末回顧（俳句）
- 「静謐な彼岸への視線─八田木枯論」（角川学芸出版『俳句』/2005年）
- 「戦略的という繊細な生き方─金子兜太『養生訓』論」（「週刊読書人」/2005年）
- 「俳句と引用（パロディ）」（『現代俳句』/2005年）
- 「多彩な眼差し─新領野をゆく岡田恵子とその世界」（現代俳句協会青年部「コスモシリーズ」VIII『黄色い風景』解説/2005年） ISBN 4-89463-074-5
- 「相次ぐ大物俳人の逝去」（「週刊読書人」/2005年） ＊年末回顧（俳句）
- 「俳句と郵便的不安」（風媒社『短歌ヴァーサス』/2006年）　ISBN 4-8331-5327-0
- 「俳句の近代（モダニティ）について─俳句の『思想性』への一視点」（『現代俳句』/2006年）
- 「人間と人生の真実─阿刀田高『こころ残り』論」（「週刊読書人」/2006年）
- 「発光する蛍のように─佐藤洋二郎『やきにく丼、万歳』論」（「週刊読書人」/2006年）
- 「現代俳句と詩的ジャンプ」（『ぶるうまりん』/2006年）
- 「永劫の風景へ─わが＜定型＞意識」（『開放区』/2006年）
- 「修辞学としての俳句のことば」（『ぶるうまりん』/2006年）
- 「広く深く長く読まれるべき本」（「週刊読書人」/2006年） ＊年末回顧（俳句）
- 「現代俳句の根拠─大衆性と現代俳句の行方」（『口語俳句年鑑'06』/2006年）
- 「非在への眼差し─小川双々子の『場所』によって」（『現代俳句』/2007年）
- 「現瞬間としての『軽み』─芭蕉の『軽み』における時間性を考察する」（『ぶるうまりん』/2007年）
- 「見えない大事なこと─田中悦子句集『水の迷宮』序文」（文學の森/2007年） ISBN 978-4-86173-625-4
- 「重くれと軽み」（『雷魚』/2007年）
- 「視界不良の中の羅針盤」（「週刊読書人」/2007年） ＊年末回顧（俳句）
- 「芭蕉像の脱構築へ─大切な客観的視線」（『現代俳句』/2008年）
- 「開かれた眼にこそ」（『現代俳句』/2008年）
- 「俳人尾崎迷堂と大磯」（「日本文藝家協会ニュース」/2008年）
- 「青き空ありて─先師の素顔<小川双々子>」（文學の森『俳句界』/2008年）
- 「俳句のシーンを考える─マクロとミクロ、カットバックを中心に>」（『ぶるうまりん』/2008年）
- 「明日の地平を期待させる句群」（「週刊読書人」/2008年） ＊年末回顧（俳句）
- 「俳句の固有名をめぐって─芭蕉が晩年に求めたもの」（『ぶるうまりん』/2009年）
- 「行方不明になった前衛俳句─あるいは前衛俳句と自己表出」（『現代俳句』/2009年）
- 「現代俳句の起源─俳句における写生と想像力を考える（序説）」（日本ペンクラブ「電子文藝館」/2009年）　＊ウェブ掲載
- 「覚醒する非在─昭和二十年代・三十年代の俳句・短歌・詩を中心に」（『第二次未定』/2009年）　ISBN 978-4-9904784-0-7
- 「明るい夜─其角という前衛」（『ぶるうまりん』/2009年）
- 「声」（NPO法人其角座継承會「俳文コンテスト」審査委員サンプル/2009年）　＊ウェブ掲載
- 「平準化する文体─翳るメタレベルの俳句と俳句界」（「週刊読書人」/2009年） ＊年末回顧（俳句）
- 「静謐な向日性─自作品の位相と周辺」（北溟社『ことばの翼─詩歌句』/2010年）　＊「短詩型のパイオニア」における自選100句の解説文　　ISBN 978-4-89448-620-1
- 「『俳文』という幻術─本邦初の『俳文コンテスト』をめぐって」（文學の森『俳句界』/2010年）
- 「『キアスム』(絡み合い）と歌仙─身体的歌仙の方法」（北冬舎『北冬』/2010年）　ISBN 978-4-903792-27-9
- 「『日英対訳─21世紀俳句の時空』3句解説─小川双々子・安井浩司・摂津幸彦の3句について」（『現代俳句』/2010年）
- 「『俳句的小説』から俳文へ─降臨する『草枕』」の非人情」（『ぶるうまりん』/2010年）
- 「文芸としての俳文へ─第2回俳文コンテスト授賞式・シンポジウム『俳文の未来』レポート」（文學の森『俳句界』/2010年）
- 「人間への静謐な眼差し─佐藤洋二郎『腹の蟲』論」（「週刊読書人」/2010年）
- 「言語（ロゴス）への問い─大久保春乃の世界」（『ぶるうまりん』2010年）
- 「液状化する俳句界の脱構築─地盤沈下防止の妙案を編成すべく」（「週刊読書人」/2010年） ＊年末回顧（俳句）
- 「『脱近代的世界観』の極み─岩岡中正『虚子と現代』論」（『阿蘇』/2011年）
- 「精彩に富む俳人の本格的一代記─殿岡駿星『橋本夢道物語』論」（「週刊読書人」/2011年）
- 「『絶景』への憧憬─松澤昭の俳句と思い出」（『四季』/2011年）
- 「雀隠れの名もなき一人として─伊吹夏生追悼」（『豈』/2011年）　ISBN 978-4-89709-683-4
- 「137億年の孤独一安井浩司の神話的俳句空間へ（『空なる芭蕉』を中心に）」（『ぶるうまりん』/2011年）
- 「芭蕉と『紙子』」（『霏霏』/2011年）　＊特別寄稿
- 「神と人間を繋ぐ斬新な星々─池上永一『統ばる島』論」（「週刊読書人」/2011年）
- 「時熟することば─俳句言語の現前性へ（ハイデガーと歌仙）」（『ぶるうまりん』/2011年）
- 「鬼房の秀作を読む（10）─＜やませ来るいたちのやうにしなやかに＞」（『小熊座』/2011年）
- 「俳句の風景学入門─再構成される風景』」（『ぶるうまりん/2011年）
- 「スケール豊かな『光源』の普遍─椎名誠『そらをみてますないてます』論」（「週刊読書人」/2011年）
- 「発酵する俳句こそ─性急な大震災俳句であってはならない」（「週刊読書人」/2011年） ＊年末回顧（俳句）
- 「スピノジスト的地平を細密に描く─ミシェル・ロスタン『ぼくが逝った日』論」（「週刊読書人」/2012年）
- 「現代に生きる寓言─岡西惟中と『俳諧蒙求』」（『ぶるうまりん/2012年）
- 「依田仁美の『脳内世界』と『現実世界』の相関を探求する」（『依田仁美の本』/2012年）　＊シンポジウムにおける発言録
- 「普遍と個別について」（『依田仁美の本』/2012年）　＊シンポジウムにおける発言録
- 「『鋩子』の切れ味」（『依田仁美の本』/2012年）
- 「なかなか噴出しない俳句マグマ─縮小化平準化時代の俳句指標は」（「週刊読書人」/2012年）　 ＊年末回顧（俳句）
- 「俳諧から悟道へ─田捨女と貞観尼」（「ぶるうまりん」/2013年）
- 「多田裕計との出会いと別れ─若き俳句創作の日々」（「ぶるうまりん」/2013年）
- 「叫ぶ教皇とフランシス・ベーコン─ベーコン展を観て」（「ぶるうまりん」/2013年）

〈注〉同一年内の配列は必ずしも時系列にそっていないのもあり、また一部原題と異なるものもある

## 講演等
- 「芭蕉・蕪村等の俳句の読み」（2003年7月13日「第16回現俳協青年部シンポジウム」/福岡県北九州市・ウェルシティ小倉）
- 「俳句の時間性を考える」（2004年7月10日「第17回現俳協青年部シンポジウム」/愛媛県松山市・にぎたつ会館） ＊04（平成16）年9月号の『虎杖』に、講演の全記録が収載
- 「俳句と引用（パロディ）」（2005年7月31日「第18回現俳協青年部シンポジウム」/北海道札幌市・北海道電力北二条クラブ）
- 「小川双々子の豊穣な鉱脈」（2006年9月30日「第6回現代俳句東海大会」/愛知県名古屋市・名古屋逓信会館）
- 「俳句の中の現在（プレザンス）」（2007年7月15日「第1回湘の会シンポジウム」/神奈川県茅ヶ崎市・茅ヶ崎市立図書館）
- 「日本の地震と俳句」（2013年3月8日「神奈川東ロータリークラブ例会」/神奈川県横浜市・ホテルキャメロットジャパン）　＊卓話